# Француске владарке
Следи списак француских владарки, односно супруга француских краљева заједно са годинама владавине.

## Каролинзи
- Ерментруда од Орлеана (843—869) - Карло Ћелави
- Ричилда од Провансе (870—877) Карло Ћелави
- Аделаида од Париза (877—879) - Луј II
- Ричардиса (884—888) - Карло III Дебели
- Теодрата од Троа (888—898) - Одо Париски
- Фредерона (907—917) - Карло III Безазлени
- Едгифа од Весекса (919—922) - Карло III Безазлени
- Беатриче од Вермандоа (922—923) - Робер I Француски
- Ема Француска (923—934) - Рудолф Бургундски
- Герберга Саксонска (939—954) - Луј IV
- Ема од Италије (965—986) - Лотар (краљ Француске)

## Капети
- Аделаида Аквитанска (987—996) - Иго Капет
- Розала Италијанска (996) - Робер II Побожни
- Берта Бургундијска (996—1000) - Робер II Побожни
- Констанца од Арла (1003—1031) - Робер II Побожни
- Матилда од Фризије (1034—1044) - Анри I
- Ана Кијевска (1051—1060) - Анри I
- Берта од Холандије (1072—1092) - Филип I Француски
- Бертрада од Монфорта (1092—1108) - Филип I Француски
- Аделаида од Савоје (1115—1137) - Луј VI Дебели

- Елеонора Аквитанска (1137—1152) - Луј VII
- Констанца од Кастиље (1154—1160) - Луј VII
- Адела од Шампање (1164—1180) - Луј VII
- Изабела од Еноа (1180—1190) - Филип II Август
- Ингеборга Данска (1193) - Филип II Август
- Агнеса од Мераније (1196—1200) - Филип II Август
- Ингеборга Данска (1200—1223) - Филип II Август
- Бланка од Кастиље (1223—1226) - Луј VIII
- Маргарета од Провансе (1234—1270) - Луј IX
- Изабела Арагонска (1270—1271) - Филип III Храбри
- Марија од Брабанта (1274—1285) - Филип III Храбри
- Џоана од Наваре (1285—1305) - Филип IV (краљ Француске)
- Маргарета Бургундијска (1314—1315) - Луј X
- Клементија Угарска (1315—1316) - Луј X
- Џоана II Бургундијска (1316—1322) - Филип V (краљ Француске)
- Бланка од Бургундије (1322) - Шарл IV
- Марија од Луксембурга (1322—1324) - Шарл IV
- Жана од Евреа (1325—1328) - Шарл IV

## Валоа
- Жана од Ламе (1328—1348) - Филип VI Валоа
- Бланка од Наваре (1349—1350) - Филип VI Валоа
- Жана од Оверња (1350—1360) - Жан II Добри
- Жана од Бурбона (1364—1378) - Шарл V Мудри
- Изабела Баварска (1385—1422) - Шарл VI Луди

## Ланкастер(Стогодишњи рат)
- Маргарета Анжујска (1445—1453) - Хенри VI Ланкастер

## Валоа
- Марија Анжујска (1422—1461) - Шарл VII Победник
- Шарлота од Савоје (1461—1483) - Луј XI
- Ана од Бретање (1491—1498) - Шарл VIII Валоа

## Валоа-Орлеанс
- Жана Валоа (1498) - Луј XII
- Ана од Бретање (1499—1514) - Луј XII
- Мери Тјудор (1514—1515) - Луј XII

## Валоа-Ангулем
- Клаудија Француска (1515—1524) - Франсоа I Валоа
- Леонор од Аустрије (1530—1547) - Франсоа I Валоа
- Катарина Медичи (1547—1559) - Анри II Валоа
- Мери Стјуарт (1559—1560) - Франсоа II Валоа
- Елизабета Аустријска (1570—1574) - Шарл IX Валоа
- Лујза од Лорене (1575—1589) - Анри III Валоа

## Бурбон
- Маргарета Валоа (1589—1599) - Анри IV
- Марија Медичи (1600—1610) - Анри IV
- Ана од Хабзбурга (1615—1643) - Луј XIII
- Марија Тереза од Шпаније (1660—1683) - Луј XIV
- Марија Лешћинска (1725—1768) - Луј XV
- Марија Антоанета (1774—1792) - Луј XVI
- Марија Јозефина од Савоје (титуларна) (1795—1810) - Луј XVIII

## Бонапарта
- Жозефина де Боарне (1804—1810) - Наполеон Бонапарта
- Марија Лујза (1810—1814) - Наполеон Бонапарта

## Бурбон
- Марија-Тереза-Шарлота од Француске (1830) - Луј XIX

## Орлеанс
- Марија Амалија од Напуља и Сицилије (1830—1848) - Луј-Филип I

## Бонапарта
- Евгенија од Француске (1853—1870) - Наполеон III Бонапарта